# Mavericks – Lebe deinen Traum
Mavericks – Lebe deinen Traum ist ein biografischer Spielfilm von Curtis Hanson und Michael Apted aus dem Jahr 2012 über das Leben des amerikanischen Surfers Jay Moriarity.

## Zusammenfassung
Jay Moriarity war noch ein Kind, als ihn „Frosty“ Hesson aus der Brandung an der nordkalifornischen Küste zog. Sieben Jahre später träumt der 16-jährige Surfer von den Wellengiganten, von den Mavericks, die Hesson und andere Surfveteranen alljährlich zu meistern versuchen. Trotz großer Bedenken lässt sich Hesson überreden, den Jungen zu coachen. Doch die Saison zum Surfen der Mavericks ist kurz, und Jay muss körperlich, mental und emotional ein hartes Training durchstehen, um dort auch überleben zu können.

## Hintergrund
Curtis Hanson musste aufgrund von Herzproblemen die Regie während der Dreharbeiten für die letzten 15 Drehtage an Michael Apted abgeben. Für Curtis Hanson war es der letzte Film vor seinem Tod im Jahr 2016.

## Kritik
Das Lexikon des internationalen Films schrieb, der Produktion gehe „es erst in zweiter Linie ums Wellenreiten“. Im Zentrum stehe vielmehr das „Mentor-Schüler-Verhältnis“, das sich auch als „symbolische Vater-Sohn-Beziehung“ interpretieren lasse. Dem „sorgfältig vorbereiteten Höhepunkt mit eindrucksvollen Meeresaufnahmen und rasanten Surf-Szenen“ gelinge es, vorhandene „genretypische Klischees und sprachliche Plattitüden“ hinsichtlich ihrer negativen Wirkung abzuschwächen.